# ESpeak
eSpeak è un programma di sintesi vocale utilizzato in un ampio spettro di applicazioni, soprattutto in ambiente Linux.
In ambiente Windows si interfaccia al sistema tramite le chiamate di sistema Sapi5. In tale ambiente viene anche distribuito assieme allo screen reader per non vedenti Nvda.
La qualità della sintesi attualmente è sensibilmente peggiore rispetto a quella offerta da IBM con Via Voice e dai prodotti della ditta italiana Loquendo, soprattutto per la lingua italiana.
È disponibile presso il sito di Espeak anche un editor che consente di modificare le regole di pronuncia del programma.